# Haranga hesperidium
Haranga hesperidium är en insektsart som beskrevs av Rauno E. Linnavuori 1977. Haranga hesperidium ingår i släktet Haranga och familjen dvärgstritar. Inga underarter finns listade i Catalogue of Life.